# Эванс, Дэйв (певец)
Дэвид Эванс (англ. David Evans; р. 20 июля 1953 года, Кармартен, Южный Уэльс, Великобритания) — австралийский рок-певец, наиболее известный как оригинальный вокалист австралийской хард-рок-группы «AC/DC» (с его участием был выпущен дебютный сингл «Can I Sit Next to You Girl»). 
После ухода из «AC/DC» Эванс присоединился к глэм-рок-группе «Rabbit».

## Биография

### AC / DC
Дейв был одним из нескольких участников «AC/DC» ещё до того, как группа стала зрелой и начала играть всю оригинальную музыку. Вместе с ним были другие оригинальные участники: ударник Колин Бёрджесс и бас-гитарист Ларри Ван Кридт. 
Эванс был участником «AC/DC» с момента ее создания в ноябре 1973 года до 24 сентября 1974 года, когда он был заменён Боном Скоттом (в октябре 1974). 
За время работы с группой Эванс успел записать один сингл под названием «Can I Sit Next to You Girl», который была выпущен в Австралии и Новой Зеландии. 
Также был снят малобюджетный рекламный демо-ролик. 
Позже песня была перезаписана с Бон Скоттом, изменив звучание с глэм-рока на более жесткий блюз-рок. 
Эванс назвал причиной своего увольнения ревность и физическую ссору с менеджером во время тяжелого национального турне, а также сказал в интервью о том, что ранняя история «AC/DC» несправедливо игнорируется. 
Бывший менеджер группы Майкл Браунинг (Michael Browning) написал в своих мемуарах «Dog Eat Dog of Evans»:

С Дейвом Эвансом «AC/DC» не стали бы успешными. Он мог петь нормально, но у него не было такой же харизмы, как у Бона [Скотта], который привнёс её в группу: характер, чувство юмора, чванство. Они никогда не собирались заходить так далеко, как зашли с Дейвом впереди. Бон был сделкой века.

## После AC/DC
После этого Эванс присоединился к глэм-рок-группе Rabbit из австралийского Ньюкасла, заменив первоначального вокалиста Грега Дугласа. В период с 1975 по 1977 год вместе с «Rabbit» Дейв выпустил шесть синглов и два альбома, «Rabbit» и «Too Much Rock N Roll». 
Среди других его групп были «Dave Evans & Hot Cockerel» и «Thunder Down Under», вместе с которыми он выпустил один одноименный альбом в 1986 году.

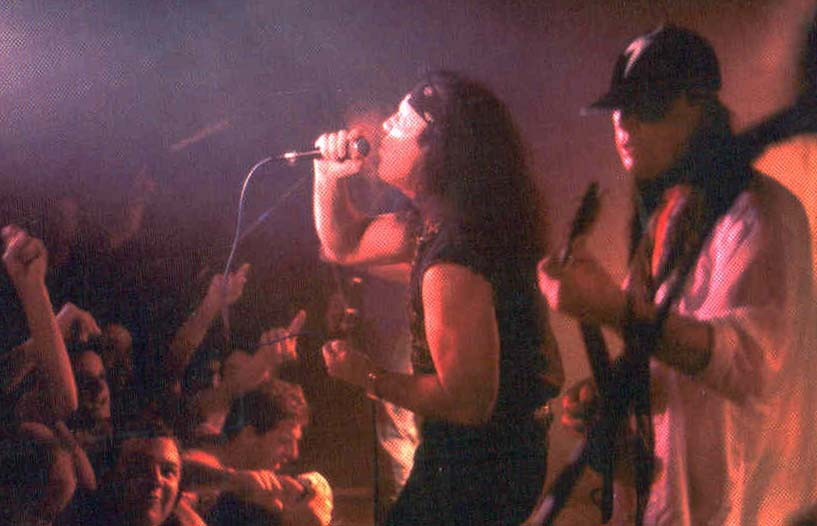
Дейв Эванс и Рохан Моран

Эванс также выпустил концертную запись «A Hell of a Night», которая была выступлением в память о Боне Скотте. Он был записан к 20-й годовщине смерти Скотта (2000) с трибьют-группой «Thunderstruck». 
После этого Дейв возобновил сольную карьеру в 2000 году и с тех пор выпустил шесть сольных альбомов.
В 2000-х и позже как сольный исполнитель гастролировал в разных странах, используя на месте приглашённых музыкантов. 

## Дискография

### AC/DC
- 1974 — «Can I Sit Next to You Girl»/«Rockin’ in the Parlor» (сингл)

### Rabbit
- 1975 — Rabbit
- 1976 — Too Much Rock’n’Roll

### Thunder Down Under
- 1986 — Dave Evans & Thunder Down Under

### Соло
- 2001 — A Hell of a Night
- 2004 — Sinner
- 2008 — Judgement Day
- 2014 — Nothing to Prove (EP)
- 2014 — What About Tomorrow (EP)
- 2017 — Wild (EP)
- 2020 — «Bad Ass Boy» (сингл)
- 2020 — Live
- 2021 — Live on Fox Sports (EP)

### c «Blood Duster»
- 2003 — Blood Duster (трек «Sellout»)[9]

### с Джоном Ницингером
- 2013 — Revenge